# Aero-elasticiteit
Aero-elasticiteit is een tak van de toegepaste mechanica en luchtvaartkunde die de interactie bestudeert tussen aerodynamische krachten, elastische vervormingen en inertie in flexibele structuren, zoals vliegtuigvleugels, rotorbladen en hoge constructies bijvoorbeeld bruggen. Het doel is om te begrijpen en te beheersen hoe deze structuren zich gedragen onder wisselende wind omstandigheden en bewegingen.
De studie van aero-elasticiteit ontstond tijdens de vroege ontwikkeling van de luchtvaart in de 20e eeuw, toen ingenieurs opmerkten dat vliegtuigvleugels onverwachte trillingen en vervormingen vertoonden bij hoge snelheden. Het fenomeen van aero-elasticiteit werd bijvoorbeeld voor het eerst uitgebreid bestudeerd na incidenten waarbij vliegtuigen in luchtstromen onstabiel werden en soms zelfs faalden.
Het begrip aerodynamica beschrijft hoe luchtstromen de structuur beïnvloeden, met name de krachten die op de oppervlakken worden uitgeoefend. Met het begrip elasticiteit wordt bedoeld de eigenschap van materialen om te vervormen onder spanning en weer terug te keren naar hun oorspronkelijke vorm wanneer de spanning wegvalt. Het begrip inertie tot slot, is de neiging van een object om zijn beweging voort te zetten tenzij externe krachten inwerken. De wisselwerking tussen deze drie krachten zorgt voor complexe bewegingen en vervormingen die zorgvuldig gecontroleerd moeten worden in vliegtuigen en andere structuren.
Divergentie is een fenomeen waarbij de aerodynamische kracht die op een vleugel werkt, toeneemt met de snelheid, wat leidt tot een instabiele toestand waarin de vleugel blijft buigen totdat hij bezwijkt. Dit gebeurt bij hoge snelheden wanneer de aerodynamische krachten de structurele stijfheid overstijgen. Fladderen (flutter) is een dynamische instabiliteit waarbij de structurele vervorming en de aerodynamische krachten in een zelfversterkende cyclus komen. Dit kan leiden tot destructieve trillingen in vleugels en structuren bij specifieke snelheden en belastingen. Buffeting is een niet-periodieke beweging veroorzaakt door turbulente luchtstromen die krachtig inwerken op de structuur. Dit fenomeen komt vaak voor bij hogere snelheden en kan significante vermoeidheidsschade veroorzaken.
Aero-elasticiteit is cruciaal bij het ontwerpen van vliegtuigen, raketten en satellieten, waar de krachten van de luchtstroming de structurele integriteit beïnvloeden. Ontwerpers moeten ervoor zorgen dat de structurele trillingen en instabiliteiten worden beheerst, vooral bij hoge snelheden en hoge hoogtes. Windturbines worden blootgesteld aan constante aerodynamische krachten. Aero-elastische modellering helpt bij het voorspellen van buiging en trillingen, wat leidt tot betere energie-efficiëntie en levensduur van de bladen. Bruggen, wolkenkrabbers en torens worden beïnvloed door windkrachten. Aero-elasticiteit helpt ingenieurs deze structuren zo te ontwerpen dat ze bestand zijn tegen de belasting door wind zonder ongewenste trillingen of structurele schade.
Moderne aero-elasticiteitsstudies maken gebruik van computermodellen en simulaties om het gedrag van structuren onder aerodynamische krachten te voorspellen. Computational Fluid Dynamics (CFD) en Finite Element Analysis (FEA) zijn twee belangrijke tools waarmee ingenieurs verschillende scenario’s kunnen testen en optimaliseren.
Recente onderzoeken richten zich op geavanceerde materialen zoals koolstofvezel en adaptieve structuren die hun vorm kunnen aanpassen om aerodynamische krachten beter te weerstaan. Deze innovatie kan leiden tot energie-efficiëntere en veiligere structuren, zowel in de luchtvaart als bij windenergie en de bouw.
Massaverhouding: Verhouding tussen de massa van de structuur en de massa van de lucht die erdoor beïnvloed wordt. Stijfheid en demping: Hoe stijver en beter gedempt een structuur is, hoe minder gevoelig deze is voor trillingen. Luchtstroomsnelheid: De snelheid van de luchtstroom beïnvloedt de aerodynamische krachten direct en kan bijdragen aan instabiliteit.
Voorbeelden van aero-elastische verschijnselen en hun invloed op de veiligheid en stabiliteit van vliegtuigen en structuren, zoals het flutter-incident van de Comet-vliegtuigserie, windfluctuaties op de Tacoma Narrows Bridge, en flutter in helikopterrotorbladen